# Le Riols
Le Riols är en kommun i departementet Tarn i regionen Occitanien i södra Frankrike. Kommunen ligger i kantonen Vaour som tillhör arrondissementet Albi. År 2022 hade Le Riols 99 invånare.

## Befolkningsutveckling
Antalet invånare i kommunen Le Riols
| Referens: INSEE |